# Asia Motors
Asia Motors Co. (亞細亞自動車工業 , Asia Motors Co.) була введена в дію та оприлюднена колишнім президентом Пак Чон Хі 3 травня 1962 року з наміром сприяти розвитку вітчизняної автомобільної промисловості як однієї з національних Відповідно до закону про захист і піклування, 21 грудня 1964 року було підписано кредитні угоди з банками Fiat Італії , SIMCA Франції та SIAVE, а 2 липня 1965 року Лі Муном у Кванджу, Чолланамдо. -hwan, бізнесмен, пов'язаний з Honam, капітал 820 мільйонів Він був заснований на 8 мільйонів вон. У 1969 році, коли управління погіршилося, його продали Dongkuk Steel , а в 1976 році знову продали Kia Industrial.
Виробничі лінії були розташовані в Naebang -dong (фургони, 1-тонні вантажівки) і Ancheong - dong (автобуси, спецавтомобілі).
Перша модель, седан Fiat 124 , була представлена в березні 1970 року, через рік після того, як компанія Hyundai Motor Company представила ,Ford 20Ммодель Fiat 124, перший азійський продукт, одразу очолив сильну трикутну конкуренцію на внутрішньому автомобільному ринку того часу разом із Corona від Shinjin і Cortina від Hyundai Motor, завдяки своїй довговічності, економічності та консервативному зовнішньому вигляду, який віддавав перевагу вищому середньому класу в час, але лише через три роки виробництво було припинено.
Після другого нафтового шоку в 1980 році Hyundai Motor Company і Saehan Motor Company (нині GM Korea) монополізували виробництво легкових автомобілів, а Kia Motors монополізувала виробництво малих і середніх вантажівок завдяки раціоналізації автомобільної промисловості в 1981 році, що тривала до 1986 року . Після скасування раціоналізації автомобільної промисловості в 1986 році Kia Motors також розробляла легкові автомобілі, але вони продавалися під брендом Kia Motors , тоді як Asia Motors продовжувала виробляти військові автомобілі, великі автобуси та вантажівки та продавала їх під власним брендом. . Навіть після того, як Asia Motors об'єдналася з Kia Motors, завод у Кванджу продовжує виробляти військові автомобілі. У 1997 році через фінансові труднощі Kia Group її було обрано як компанію, що підпадає під дію угоди про банкрутство, і перейшла під управління суду. У 1998 році дійшло до ситуації, коли Kia Motors і Asia Motors були продані окремо або інтегровано в міжнародні торги Відтоді Kia Motors Asian Motors зникає з автомобільної промисловості шляхом злиття з, а Towner, Combi, Cosmos, AM Bus тощо були замінені на бренди Kia Motors і продовжили свою генеалогію, але всі вони були припинені протягом 5 років, а велику вантажівку Granto було об’єднано з Kia Motors.Продукцію було припинено лише через 3 роки. Серед моделей, вироблених Asia Motors, єдиною моделлю, що зараз виробляється, є довгоживучий великий автобус Granbird, який був випущений у 1994 році.